# KamAZ-4310
KamAZ-4310 (ロシア語: КамАЗ-4310) は、ロシアが開発した全輪駆動トラックである。

## 歴史
1971年にKamAZ-4310として工場から発表された試作車両は、永久全輪駆動、傾斜運転室、KamAZ-740エンジンなど、後の量産車が備えている全ての機能を有していた。
1972年から1978年にかけて4つのタイプの先行生産が行われた。
1981年には全輪駆動でないKamAZ-5320とともに量産が開始され、1989年まで生産された。この年にエンジンのアップグレードが行われ、以前まで210馬力だったエンジンは220馬力に強化された。この改良型の生産は1995年まで続き、後継車にはKamAZ-43114が選定された。

## 派生型
KamAZ-4310
1972年から1978年にかけて生産された先行量産型で、リアドロップ側のみが折り畳み式。
KamAZ-43101
1972年から1978年にかけて生産された先行量産型で、側壁は折り畳み式。
KamAZ-43102
1972年から1978年にかけて生産された先行量産型で、拡張キャビンと仮眠室が備えられている。
KamAZ-43103
1972年から1978年にかけて生産された先行量産型で、長いキャビンと開放された積載区画が備えられている。
KamAZ-4310 量産型
1981年から1989年にかけて生産された基本形式。
KamAZ-43105
1981年から1989年にかけて生産され、ウインチと拡張されたフラットベッドを備えている。
KamAZ-43101
1989年から1995年にかけて生産された改良型で、最大積載量は6t
KamAZ-43106
1989年から1995年にかけて生産された改良型で、最大積載量は7t

## 写真

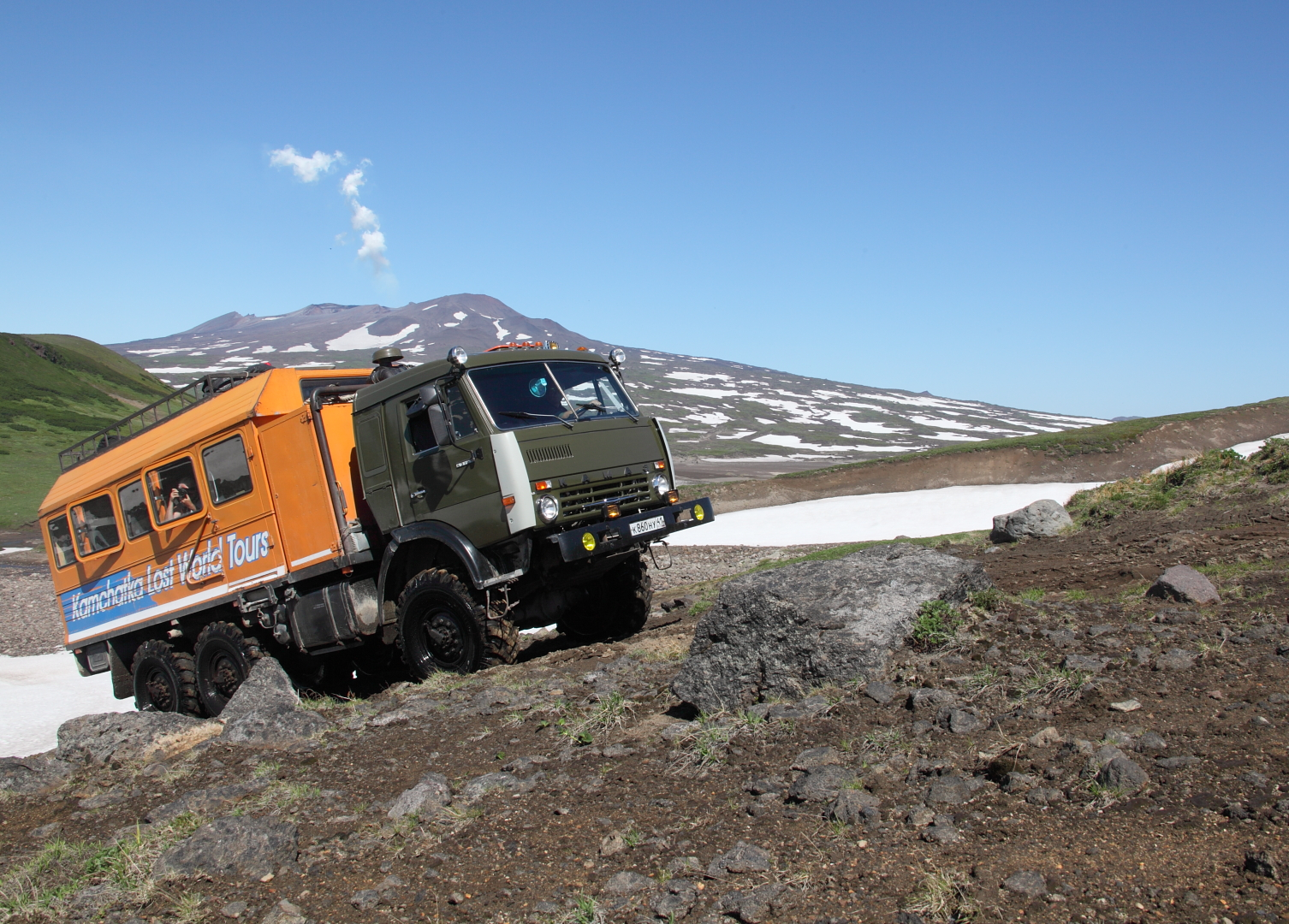
カムチャッカ半島を走るKamAZ-43105 (2010年)
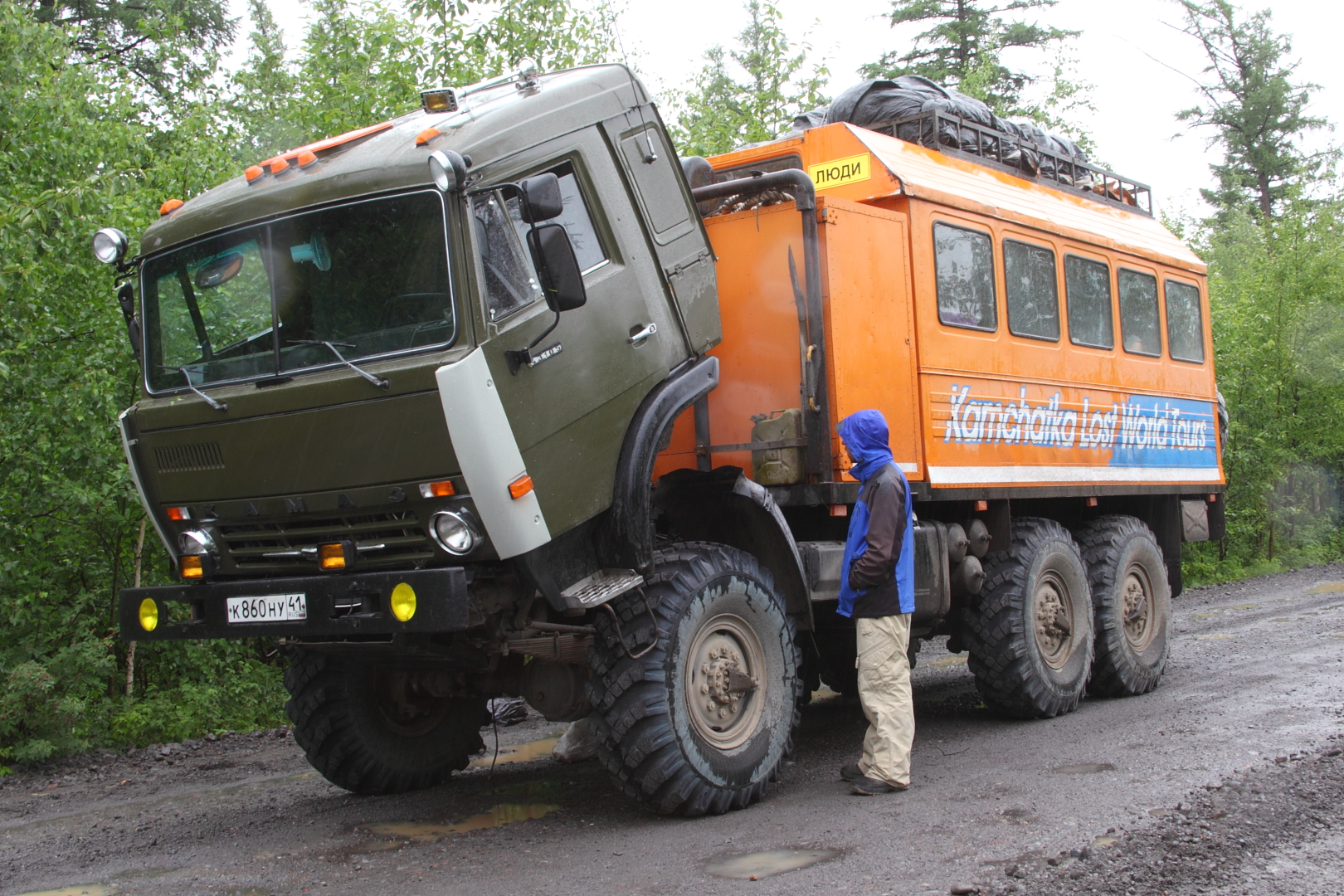
キャビンを折りたたんだ車両
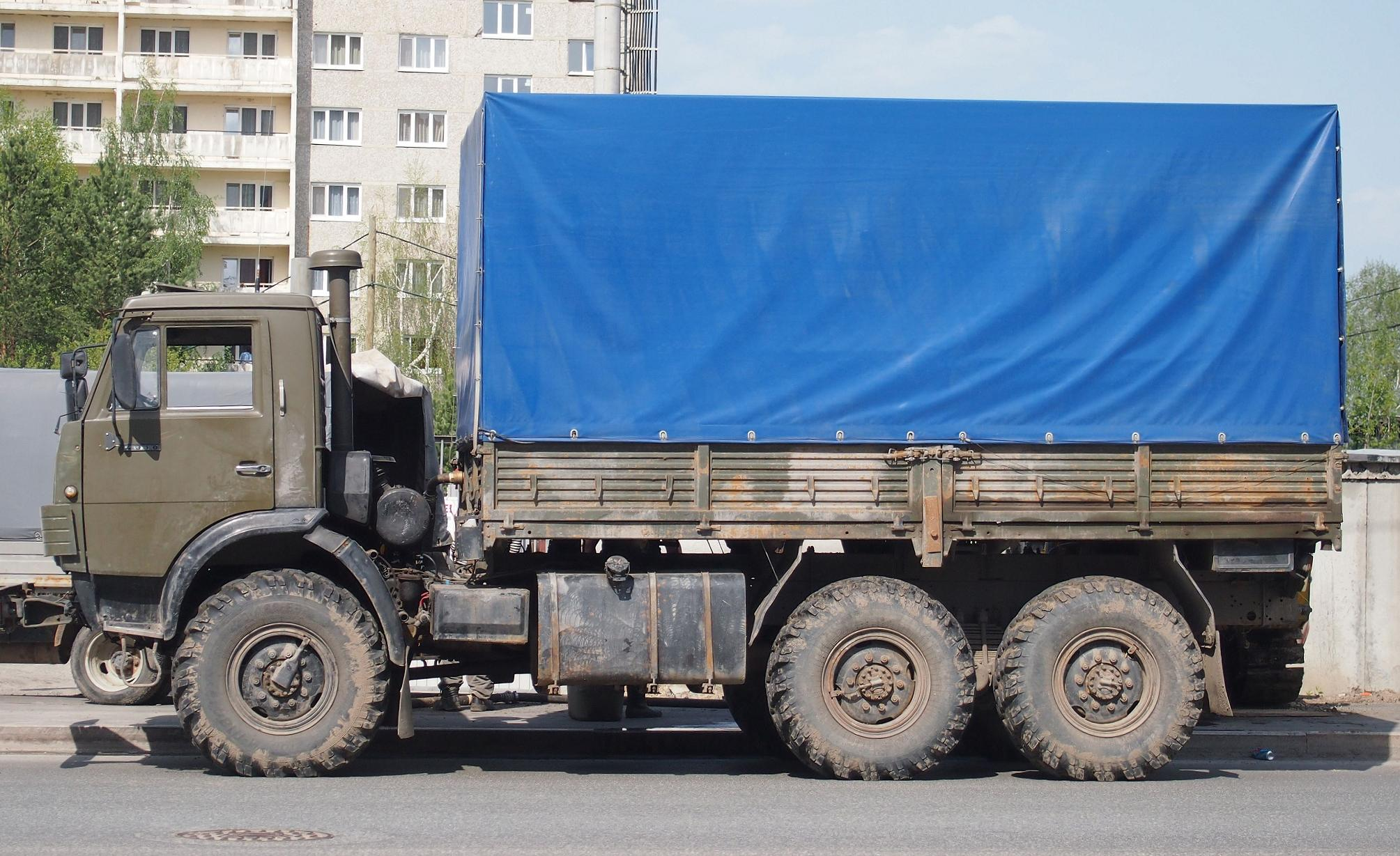
チュメニのKamAZ-4310 (2014年)
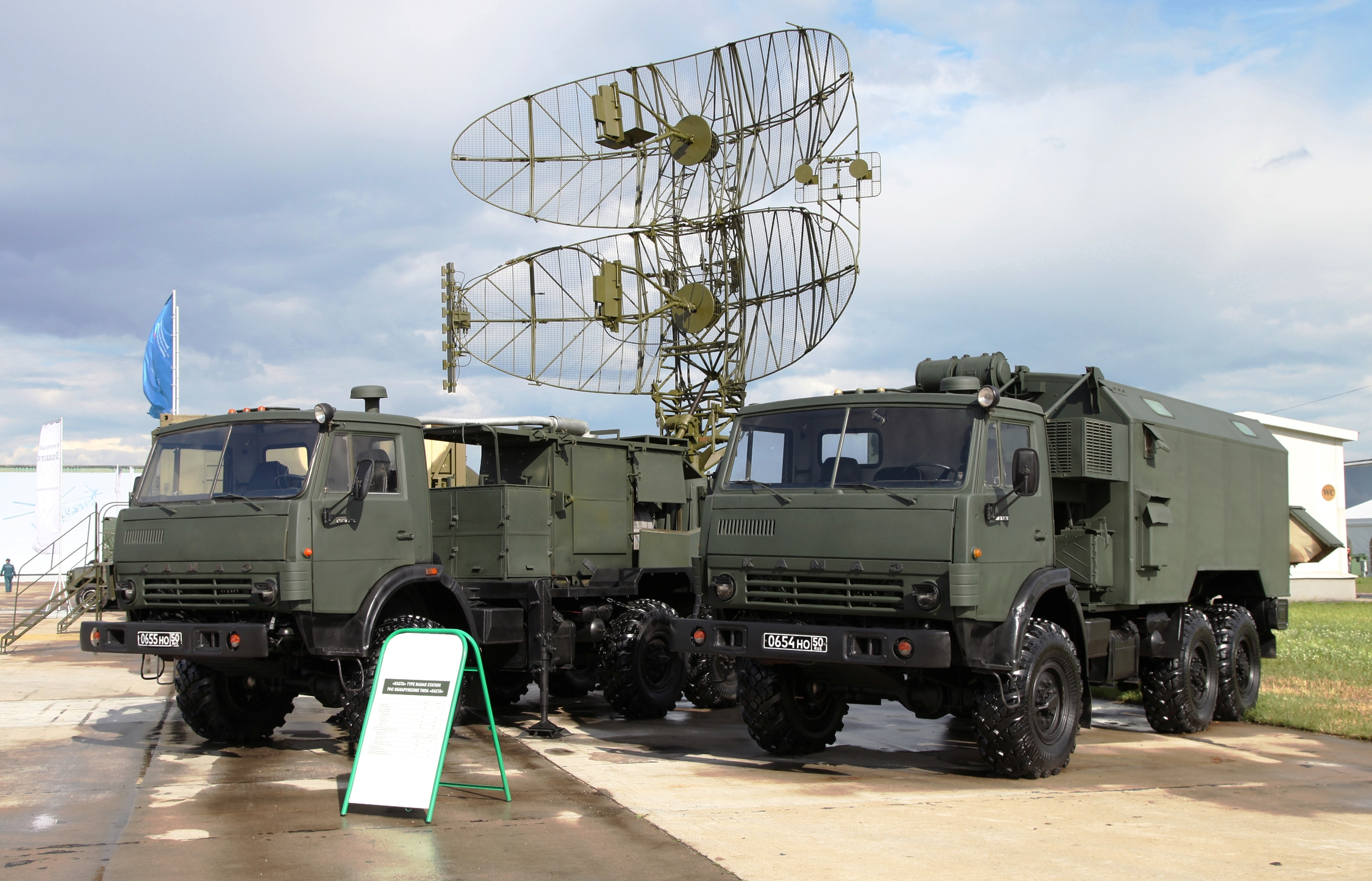
軍用レーダーシステムを積載した車両 (2012年)